# Edwin Tenorio
Pour les articles homonymes, voir Tenorio.
Edwin Rolando Tenorio Montaño, né le 16 juin 1976 à Esmeraldas, est un footballeur équatorien.
Bien qu'il porte le même patronyme, il n'a aucun lien de parenté avec Carlos Tenorio.

## Carrière

### En club
- 1995-2000 : Sociedad Deportiva Aucas -  Équateur
- 2000-2001 : CD Veracruz -  Mexique
- 2002-2006 : Barcelona SC -  Équateur
- 2007 : LDU Quito -  Équateur
- 2008-2009 : Sociedad Deportivo Quito -  Équateur
- 2009- : Deportivo Pereira -  Colombie

### En équipe nationale
En juin 2002, le sélectionneur Hernán Darío Gómez annonce qu'Edwin Tenorio est retenu dans la liste des 23 joueurs pour jouer la Coupe du monde 2002 au Japon.
Quatre ans plus tard, il est de nouveau convoqué par Luis Fernando Suárez pour participer à la Coupe du monde 2006 en Allemagne avec l'Équateur.
Il participe également avec cette équipe à la Copa América en 2001, 2004 et 2007.

## Palmarès
- 78 sélections en équipe nationale entre 1998 et 2007